# Distretto di Takua Pa
Il distretto di Takua Pa (in thailandese: ตะกั่วป่า) è un distretto (amphoe) della Thailandia, situato nella provincia di Phang Nga.